# Bionectriaceae
Bionectriaceae Samuels & Rossman – rodzina grzybów z rzędu rozetkowców (Hypocreales).

## Charakterystyka
Należące do Bionestriace gatunki to szeroko rozprzestrzenione saprotrofy i pasożyty roślin. Najczęściej występują na resztkach drzewa i żywych lub obumarłych liściach.
Wytwarzają dobrze rozwinięte podkładki, na których licznie i grupowo wyrastają kuliste lub prawie kuliste perytecja. Zarówno podkładki, jak i owocniki mają różne odcienie pomarańczowej barwy. W perytecjach brak brodawek, lub występuje niewyraźna brodawka na szczycie. Ściana perytecjów gładka lub pokryta jaśniejszymi kolcami. Zbudowana jest z trzech warstw, a w każdej z nich komórki różnią się kształtem. W aparacie apikalnym występują szerokomaczugowate wstawki, często zanikające podczas dojrzewania worków. Worki maczugowate z zaokrąglonym wierzchołkiem, z pierścieniem szczytowym lub bez niego. Askospory dwukomórkowe, zazwyczaj z urzeźbioną ścianą.

## Systematyka
Pozycja w klasyfikacji według Index FungorumBionectriaceae, Hypocreales, Hypocreomycetidae, Sordariomycetes, Pezizomycotina, Ascomycota, Fungi.
Według aktualizowanej klasyfikacji Index Fungorum bazującej na Dictionary of the Fungi należą do niej liczne rodzaje. M.in. są to:
- Clonostachys Corda 1839
- Nectriopsis Maire 1911
- Paranectria Sacc. 1878
- Pronectria Clem. 1931
- Xanthonectria J. Fourn. & P.-A. Moreau 2016